# 美国创新办公室

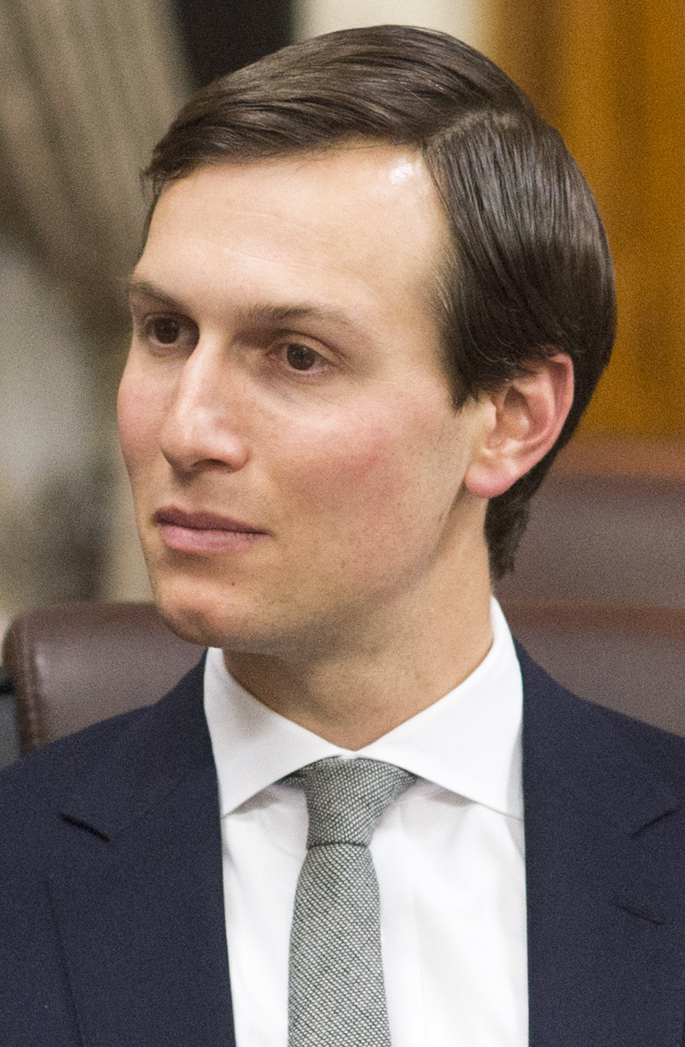
美国创新办公室前主任贾里德·库什纳

美国创新办公室 （Office of American Innovation，简称OAI）曾是川普政府（Trump administration）于2017年3月27日在白宫办公厅内设立的一个部门，其任务是“就改善政府运作和服务的政策和计划向总统提出建议，改善美国人现在和未来的生活质量，并创造更多的就业机会”。
OAI由川普总统的女婿贾里德·库什纳执掌。
2018年2月，民主前进基金会（Democracy Forward Foundation）和食品和饮水观察对OAI提出申诉，迫使其遵守《信息自由法》。
2019年4月至2020年11月期间，杰恩·史密斯（Ja'Ron Smith）担任该办公室的副主任。2021年1月20日，OAI解散。